# Абуляїсовська сільська рада
Абуляї́совська сільська рада (рос. Абуляисовский сельский совет) — муніципальне утворення у складі Зіанчуринського району Башкортостану, Росія. Адміністративний центр — присілок Малиновка.

## Населення
Населення — 551 особа (2019, 682 в 2010, 911 в 2002).

## Склад
В склад поселення входять такі населені пункти:
| Населений пункт      | Населення, осіб (2002) | Населення, осіб (2010) |
| -------------------- | ---------------------- | ---------------------- |
| Абуляїсово, присілок | 378                    | 265                    |
| Бужан, присілок      | 105                    | 72                     |
| Малиновка, присілок  | 428                    | 345                    |